# Cordillera Central
Cordillera Central er en boliviansk bjergkæde, der er en del af Andesbjergene. Bjergkæden af foldebjerge deler de tre flodområder i landet og indeholder en lang række bjergtoppe, herunder Bolivias næsthøjeste bjerg, Illimani. Cordillera Central er rig på mineraler og ædle metaller. Bjergkæden løber fra nord ved Chawpi Urqu mod syd til Zapaleri, der danner grænse til Chile og Argentina. 
Cordillera Central kan opdeles i tre områder:
- Det nordlige område, Cordillera Real, med Chawpi Urqu og Palumani, og nogle af Bolivias mest kendte bjerge nær La Paz som Illimani, Illampu, Janq'u Uma, Mururata og Huayna Potosí, der alle er over 6.000 meter høje. Området er hjemsted for verdens højest beliggende meteorologiske observatorium, der er beliggende på bjerget Chacaltaya. Nogle af verdens højest beliggende skiområder findes i Cordillera Real.

- Den centrale del af bjergkæden indeholder det berømte bjerg Cerro Rico ("Det rige bjerg") (quechua:  Sumaq Urqu) og en række bjergtoppe i departementet Potosí. området indeholder også jernbanestationen Paso de Condor, der er beliggende i 4.288 meters højde.

- Den sydlige del er karakteriseret ved sin mineralrigdom og store forekomster af bl.a. tin. Den højeste tinde er Zapaleri, danner grænse til Chile og Argentina.